# مابل لانغ
مابل لانغ (بالإنجليزية: Mabel Lang)‏ هي عالمة آثار أمريكية، ولدت في 12 نوفمبر 1917 في أوتيكا في الولايات المتحدة، وتوفيت في 21 يوليو 2010 في برين مار ‏ في الولايات المتحدة.